# Brauerei Gustav Schraube
 (août 2025).
Si vous disposez d'ouvrages ou d'articles de référence ou si vous connaissez des sites web de qualité traitant du thème abordé ici, merci de compléter l'article en donnant les références utiles à sa vérifiabilité et en les liant à la section « Notes et références ».
La Brauerei Gustav Schraube, initialement appelée Braunbierbrauerei und Branntweinbrennerei (à partir de 1795), est une brasserie de Pritzwalk.

## Histoire
Le 11 avril 1795, une brasserie de bière brune et une distillerie de brandy sont construites sur la propriété du Marktstraße 58,.
Les réformes prussiennes apportent des droits d'autonomie avec le code de la ville de 1808 et la liberté économique en 1810.
À partir de 1830, l'entreprise est vendue au brasseur Ernst Huth et, à partir de 1835, ses fils August Friedrich et Johann Friedrich cèdent la brasserie sous le nom de Gebrüder Huth. Sous cette nouvelle direction, la lager est produite à partir de 1845. La nouvelle bière bavaroise de fermentation basse nécessite plusieurs semaines de stockage, c'est pourquoi de nouvelles caves sont construites en 1847. En 1859, les 5 000 habitants de la ville sont approvisionnés en bière par trois brasseries.
Les frères Huth se développent à l'extérieur des portes de la ville en 1862 et commencent à construire une nouvelle brasserie bavaroise au Meyenburger Tor. Dès lors, l'ancienne entreprise de la Marktstraße ne fonctionne que comme fabrique de levure et distillerie. Un ensemble de bâtiments modernes est créé, composé d'une malterie et de la brasserie. La malterie comprend la touraillage, la brasserie la salle de brassage, la salle de fermentation et la salle de bière blonde. Une villa est construite pour les propriétaires directement sur la route de Meyenburg.
En 1891, la famille de brasseurs berlinois Minna et Gustav Screw (famille d'entrepreneurs de Magdebourg) entrent dans l'entreprise de brassage à Pritzwalk. Après la Première Guerre mondiale, la brasserie devient la plus grande brasserie privée du Brandebourg. L'entreprise connaît le pic de production de bière en 1943 avec une production annuelle de 40 000 hectolitres de "Schraube-Pils".
Après la Seconde Guerre mondiale, la brasserie est expropriée et continue à fonctionner sous le nom de VEB Brauerei Pritzwalk. Après une importante modernisation de la brasserie, la production est portée à 60 000 hectolitres.
La brasserie est privatisée en 1992 et s'appelle Brauhaus Preussen Pils GmbH depuis 1999. La brasserie acquiert les droits de Bärenquell auprès de la brasserie Bärenquell. Dès lors, Bärenquell est produit en tant que marque supplémentaire aux côtés de la marque maison Preußen Pils.
En 2006, peu de temps après que la famille d'entreprises bavaroise Oettinger achète la brasserie de Pritzwalk, selon des articles de presse, l'entreprise de Pritzwalk brasse environ 50 000 hl de bière par an avec 17 employés.

## Production
À partir de 1949Pritzwalker Bockbier hell und dunkel, Schraube Brauerei Pilsner, Karamellbier, Doppelmalzbier, Weizenmalzbier, „Hell“, Schrauben’s Einfachbier, Münchener, Feinstes Helles Tafelbier
À partir de 1972Pritzwalker Bock, Bockbier Starkbier, Doppelkaramell Vollbier, Pritzwalker Dunkel, Einfachbier, Vollbier Hell, Malzbier, Diabetiker Vollbier dunkel, 700 Jahre Stadt Pritzwalk Jubiläumstrunk (Festbier), Deutsches Pilsner Vollbier, Prignitzer Gold deutsches Pilsator
À partir de 1989Bockbier Hell und Dunkel, Starkbier Hell und Dunkel, Märkischer Landmann Starkbier, Doppelkaramellbier -Vollbier und Malzvollbier, Vollbier hell, Deutscher Porter Prignitzer Rubin – Starkbier, Deutsches Pilsner, Prignitzer Gold deutsches Pilsator, Pritzwalker Spezial, Wolfsblut Vollbier Jubiläumstrunk (1981 – 725 Jahre Pritzwalk)
Jusqu'en 1990Pritzwalker Spezial (Deutsches Pilsner), Pritzwalker Premium Pilsener